# Germain Sée
Pour les articles homonymes, voir Sée (homonymie).
Germain Sée (né le 6 février 1818 à Ribeauvillé et mort le 12 mai 1896 à Paris) est un médecin français, passé à la postérité pour ses travaux sur l'ergot de seigle.

## Biographie
Il est le dixième des treize enfants de Joseph Daniel et de Rosine Lévy-Schoningeim. Il effectue ses études secondaires au lycée de Metz puis part étudier la médecine à la Faculté de Paris, et est interne des Hôpitaux de Paris de 1843 à 1845. Il consacre sa thèse (1846) à l'ergotisme, et épouse cette même année Adélaïde Lippmann (fille de Raphaël Cerf Lippmann, maître de poste et adjoint au maire de Strasbourg, et petite-fille d'Auguste Ratisbonne), dont il a deux filles ; mais sa femme et sa fille aînée succombent à la diphtérie en 1866. 
En 1852 il est reçu chef de clinique par concours et affecté au Bureau Central des Hôpitaux de Paris. Il est affecté ensuite dans divers hôpitaux de la capitale : La Rochefoucauld (1857), Beaujon (1861), La Pitié (1862) puis La Charité (1868).
En 1865 il est nommé professeur surnuméraire de physiologie, et deux ans plus tard prend la succession d’Armand Trousseau à la chaire de thérapeutique et de pharmacopée. Peu après il obtient la première chaire d’anatomie. En 1868, il se voit confier la troisième chaire de La Charité, celle de clinique médicale, qu'avait occupée avant lui Monneret. Enfin en 1876 il devient titulaire de la première chaire de discipline de l’Hôtel-Dieu, où il officie pendant 20 ans.
Germain Sée s'inspire à la fois des méthodes de Claude Bernard et d'Armand Trousseau. Il a coutume de dire que le médecin doit toujours avoir un pied à l'hôpital et l'autre dans son laboratoire ; point de vue encore exceptionnel dans le milieu médical français de l'époque, dominé par l'autorité du Collège de France et du Muséum d'Histoire Naturelle, par là peu enclins à reconnaître la recherche universitaire, et que Pasteur allait bientôt bouleverser. Toutefois, Bernard a écrit que Sée, comme Jaccoud, assimilaient la « médecine expérimentale » à un mélange de physiologie et de médecine, comme Wunderlich en Allemagne. Jaccoud, surtout, se consacre à faire connaître en France la physiopathologie allemande ; son « Traité de Pathologie interne » (1869) et ses « Leçons de clinique médicale » (1867-1884) font connaître au monde entier les résultats de Wunderlich, de Traube et des autres ténors de l’École physio-pathologique.
Les principales contributions de Sée concernent les maladies du cœur et des poumons. Il s'intéresse également aux propriétés thérapeutiques de certaines substances comme l’extrait d'ergot du seigle (dans le traitement des maladies cardiovasculaires), aux salicylates (dans le traitement des inflammations comme les rhumatismes et la goutte), à l’antipyrine pour soulager les maux de tête, enfin aux bromures pour le traitement de l'épilepsie.
Il a une nombreuse clientèle privée à Paris, où l'on trouve d'ailleurs Victor Hugo, et Napoléon III dont il diagnostiqua la lithiase biliaire.
Il est élu membre de l’Académie de Médecine (Section de Pathologie Médicale), en 1869. En 1880, il a reçu la dignité de Commandeur de la Légion d'honneur. Il est le fondateur de la revue La médecine moderne, et était un collaborateur régulier de L’Union médicale, du Bulletin général thérapeutique et de La Semaine médicale.
Il est inhumé au cimetière de Montmartre (3e division), dans une chapelle où repose sa fille Adèle-Louise Sée, épouse de Camille Sée.

## Distinctions
- Chevalier de la Légion d'honneur, le 12 août 1859,
- Officier de la Légion d'honneur, le 25 juillet 1876,
- Commandeur de la Légion d'honneur (12 juillet 1880)[3].

## Hommage
- Rue du Docteur-Germain-Sée (16e arrondissement de Paris)

## Œuvres
Son ouvrage essentiel est sans doute son traité de « Médecine clinique », en neuf volumes, publié aux éd. Labadie-Lagrave. 
1. Conférence sur le régime alimentaire pendant le siège, faite à la Faculté de médecine le 1er octobre 1870, 1870 (lire en ligne)
2. Leçons de pathologie expérimentale, 1867 (lire en ligne)
3. Traitement du rhumatisme de la goutte aiguë et chronique et de diverses affections du système nerveux par le salicylate de soude, 1877 (lire en ligne)
4. Du diagnostic et du traitement des maladies du cœur et en particulier de leurs formes anomales, 1879 (lire en ligne)
5. Des dyspepsies gastro-intestinales : clinique physiologique, 1883, 2e éd. (lire en ligne)
6. De la phtisie bacillaire des poumons, 1884 (lire en ligne)
7. Des maladies spécifiques (non tuberculeuses) du poumon (1885)
8. Des maladies du poumon simple (1886)
9. Urologie clinique et maladies des reins (1888)
10. Du régime alimentaire, traitement hygiénique des Malades, 1887 (lire en ligne)
11. Traité des maladies du foie (1892)
12. Traité des maladies du cœur – Étiologie et clinique, t. I, 1889 (lire en ligne)
13. Thérapeutique physiologique du cœur, tome II (1893)
14. Formulaire alimentaire : ancien et nouveau pour les individus sains et les albuminuriques, 1893 (lire en ligne)

- Le Traité des maladies du sang (1893) se ressent beaucoup de l'influence de l'Ecole allemande et des publications de François-Sigismond Jaccoud (1830-1913).

Comme ce fut l'usage jusqu'au début du XXe siècle, ses leçons furent publiées par la suite par ses étudiants: c'est ainsi que Maurice Raynaud (1834-1881) publia ses Leçons expérimentales de pathologie (1866) ; Laborde et Dusart publient un recueil : Histoire particulière des médicaments. La digitale, leçons de thérapeutique médicale... (1877) ; F. Labadie-Lagrave, Du traitement et du diagnostic des maladies du cœur (1879), enfin G. Schlemmer Des anémies et pseudo-anémies (1888).